# ジャック・ルウェリン・デイヴィス
ジョン・"ジャック"・ルウェリン・デイヴィス（英: John "Jack" Llewelyn Davies、1894年9月11日 - 1959年9月17日）は、ピーター・パン作者ジェームス・マシュー・バリーと友人であったルウェリン・デイヴィス家の息子たちの次男。ピーター・パンの物語に登場する少年たちの着想を与えた。第一次世界大戦でイギリス海軍として出兵した。イギリスの作家ダフニ・デュ・モーリエのいとこである。

## 生い立ち

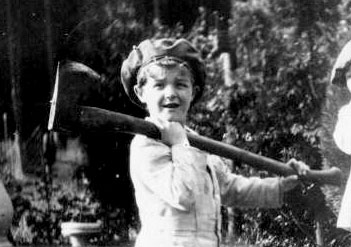
7歳の頃、『The Boy Castaways 』より

1897年、デイヴィスは兄ジョージと赤ん坊であった弟ピーターおよびナニーのメアリー・ホグソンと共にいつも通りケンジントン・ガーデンズに出掛けた際、バリーと初めて出会った。彼らがバリーと共に行なった冒険劇が、1904年の戯曲『ピーター・パンあるいは大人になりたがらない少年』の冒険に着想を与えた。この戯曲執筆直前、バリーはデイヴィス兄弟の年長者3名に、難破して海賊と戦うふりをさせて写真絵本『The Boy Castaways 』を制作し、のちにピーター・パンの物語にこの主題を登場させた。ウェンディの弟のジョン・ダーリングは彼の名から名付けられた。
兄弟たちはイートン・カレッジに進学したが、1906年、バリーからロバート・スコットに推薦され、王立海軍学校オズボーン校に入った。1907年に父アーサー、1910年に母シルヴィアが亡くなり、バリーは兄弟たちを経済的に支援し、後見人となった。特に父の没後、デイヴィスはバリーが父の座を奪おうとしているのではないかと考え、バリーに対して良く思わないこともあったとされる。デイヴィスは兄ジョージや弟マイケルほどバリーと親しくなかった。

## 経歴
母の死の直前、イギリス海軍に入隊し、第一次世界大戦で北大西洋に出兵した。1915年、兄ジョージが戦死し、1921年、弟マイケルが溺死した。弟ピーターとニコがデイヴィスより長生きした。
1917年、バリーの許可なく19歳のジェラルディン・ギブ(愛称ジェリー)と結婚した。それでもバリーは、マイケルやニコが学校の長期休暇の際、および場合によってはナニーのホグソンが泊まる家を住居として提供した。ジェリーとホグソンの対立により、ホグソンは辞職することとなった。1921年、ティモシー、1924年、母の名に因んで名付けられたシルヴィア・ジョスリンが生まれた。
1959年9月17日、65歳で肺疾患により亡くなり、約7ヶ月後に弟ピーターが自殺した。

## メディア
1978年、BBCはミニシリーズ『The Lost Boys 』を制作した。年齢に応じて、ニコラス・ボートン、ガイ・ヒューイット、デイヴィッド・ウィルソン、オズモンド・バロックの複数の俳優がデイヴィス役を演じた。
2004年の映画『ネバーランド』では子役のジョー・プロスペロが演じた。